# Bernt Larsson
Bernt Larsson es un deportista estadounidense que compitió en vela en la clase Star. Ganó una medalla de bronce en el Campeonato Europeo de Star de 1966.

## Palmarés internacional
| Campeonato Europeo | Campeonato Europeo | Campeonato Europeo | Campeonato Europeo |
| Año                | Lugar              | Medalla            | Clase              |
| ------------------ | ------------------ | ------------------ | ------------------ |
| 1966               | Varberg (Suecia)   | Medalla de bronce  | Star               |

1. ↑  En algunas ediciones del Campeonato Europeo se permitió la participación de regatistas de otros continentes.